# 政治哲学
政治哲学（せいじてつがく、英語: political philosophy）は、政治に関する哲学である。政治思想（せいじしそう、英語: political thought）ともいう。現代では政治理論（せいじりろん、英語: political theory）と言い換えられることが多い。

## 概要
政治哲学は政治学の一分野であると同時に哲学の一部門である。哲学とは物事の根本を明らかにし、かつ全体の包括的な枠組みを示すための知的な取り組みであり、政治哲学は哲学的な立場から政治を研究するものである。レオ・シュトラウスは政治哲学の一次的な本義を政治的事柄の自然本性を真に知ろうとし、かつ正しい政治的秩序あるいは善い政治的秩序を真に知ろうとする試みと位置づけた。また政治哲学は実践的な意味もあり、考察を経て形成された理論は「政治思想」として実際の政治実践の根拠として用いられうる。
政治哲学が扱う主題は幅広く、国家の本質、政治と倫理の関係、政治と自由の関係、政治と法の関係、戦争と平和である。古来より政治に対する哲学的な議論はされてきている。日本では聖徳太子、古代中国では孔子・孟子（儒家）・老子・荘子（道家）や韓非子（法家）に代表される諸子百家、イスラムでは政教一致の教義で不可欠なものであり、西洋では古代ギリシア時代のプラトンやアリストテレスの時代から盛んに議論され、ホッブズ、ロック、モンテスキュー、ルソーなど現代社会に多大な影響を与えた人物によっても議論されてきた。
特に、現代社会のように多様なイデオロギーが複雑に絡み合った世界では、政治の本質を問うという行為は今後も重要である。しかし学問としての政治哲学は体系的で観念論的な性格があるため、形而上学・美学・倫理学・論理学といった知識や、哲学史上の議論など、哲学そのものについての文献学的な知識や方法が要求される。
マルクス主義・弁証法的唯物論においては、政治における哲学と科学は自己批判の役割と手段（監視者）でならなければならず、その立場は民衆側にも担う権利があるとする、とされる。